# Навчально-науковий інститут медсестринства ТНМУ
Навчально-науковий інститут медсестринства Тернопільського національного медичного університету імені І. Я. Горбачевського — структурний підрозділ Тернопільського національного медичного університету імені І. Я. Горбачевського. 
Розташований у корпусі № 7 університету за адресою: м. Тернопіль, вул. М. Коцюбинського, 7.

## Історія
Історія створення навчально-наукового інституту медсестринства Тернопільського національного медичного університету імені І.Я. Горбачевського МОЗ України розпочалася з 1995 року, коли у Тернопільській державній медичній академії відкрився медсестринський факультет. На факультеті готували фахівців за спеціальностями «Сестринська справа» та «Лабораторна діагностика». У 2000 році медсестринський факультет було реорганізовано у факультет бакалаврату і молодших спеціалістів медицини. У вересні 2002 року факультет бакалаврату і молодших спеціалістів медицини було реорганізовано у медичний коледж Тернопільської державної медичної академії імені І. Я. Горбачевського. На виконання рішення вченої ради університету від 27.09.2005, дозволу МОЗ України від 4.10.2005 та наказу ректора № 601 від 10.10.2005 медичний коледж реорганізовано в навчально-науковий інститут медсестринства.

## Керівництво
За час історії ННІ медсестринства деканами у різні роки працювали:
- доктор медичних наук, професор Надія Пасєчко (1995–1998)
- доктор медичних наук, професор Євген Бліхар (2003)
- магістр медсестринства, асистент В. В. Максимова (2003–2004)
- Надія Сеньків (2004)
- кандидат медичних наук, доцент Борис Локай (2004–2005)
- кандидат медичних наук, доцент Наталія Ліщенко (2005—2006)
- доктор педагогічних наук, професор Світлана Ястремська - директор ННІ медсестринства (з 2007 року і донині).

## Навчання
У ННІ медсестринства здійснюється підготовка фахівців за спеціальністю 223 Медсестринство:
Для першого бакалаврського рівня вищої освіти:
- Освітньо-професійна програма «Сестринська справа»
- Освітньо-професійна програма «Парамедик»
Для другого магістерського рівня вищої освіти:
- Освітньо-професійна програма «Сестринська справа»
Навчання проводиться за денною та дистанційною формами.

## Наукова робота
Наукова робота в інституті ведеться за такими напрямками:
- планування та виконання дисертаційних робіт;
- виконання кафедральних та міжкафедральних науково-дослідних робіт;
- організація та участь у проведенні науково-практичних конференцій;
- організація та виконання студентських наукових робіт;
- виконання спільних міжнародних науково-дослідних робіт.

Щорічно двічі на рік заслуховуються звіти дисертантів кафедр про виконану наукову роботу та звіти про виконання кафедральних та міжкафедральних науково-дослідних робіт; своєчасно подаються звіти про уже виконані науково-дослідні роботи.
Колективом інституту було отримано близько двох десятків патентів на винахід, а також свідоцтва про раціоналізаторські пропозиції.

## Кафедри
До складу ННІ медсестринства входить кафедра клінічної імунології, алергології та загального догляду за хворими.
Історія кафедри. У жовтні 2005 року з метою оптимізації викладання загального догляду за хворими в хірургії, терапії i педіатрії було засновано кафедру загального догляду за хворими як складову частину ННІ медсестринства. У грудні 2007 року її було реорганізовано в кафедру клінічної імунології, алергології та загального догляду за хворими. З грудня 2007 року завідувачем кафедри є доктор медичних наук, професор Господарський Ігор Ярославович.
У штаті кафедри працюють 3 професори (І. Я. Господарський, О. М. Кіт, С. О. Ястремська), 7 доцентів (Н. І. Рега, О. І. Зарудна, Б. А. Локай, В. Є. Городецький, Л. П. Мазур, Ю. О. Данилевич, О. М. Креховська-Лепявко), 10 асистентів (С. В. Даньчак, О. В. Буштинська, Ю. Я. Коцаба, М. В. Бойчак, Р. К. Волков, О. М. Намісняк, Л. М. Лиха, Н. М. Гаврилюк, О. В. Прокопів, В. А. Славопас).

## Міжнародна співпраця
В інституті налагоджена міжнародна співпраця з закладами освіти:
- Медсестринська школа імені Мері Блек, яка є підрозділом Університету Південної Кароліни Апстейт (США);
- Університет імені Грента МакЮена (м. Едмонтон, Канада);
- Медсестринська школа Саскачеванської Політехніки (колишній Саскачеванський інститут прикладних наук і технологій) (м. Саскатун, Канада);
- Колегіум Мазовія вищої інноваційної школи (м. Седльце, Польща)

Між навчальними закладами окреслені чіткі завдання:
- проведення спільних науково-практичних конференцій;
- обмін викладачами;
- обмін студентами;
- обмін інформацією, яка сприятиме новим спільним ініціативам у дослідженні, передача знань шляхом публікацій та здійснення наукових проектів;
- розробка спільних навчальних курсів для підготовки медичних сестер;
- участь у спільних грантових проектах.